# Pityrocarpa leucoxylon
Pityrocarpa leucoxylon là một loài thực vật có hoa trong họ Đậu. Loài này được (Barneby & J.W. Grimes) Luckow & R. W. Jobson mô tả khoa học đầu tiên năm 2007.